# Prypeć (miasto)

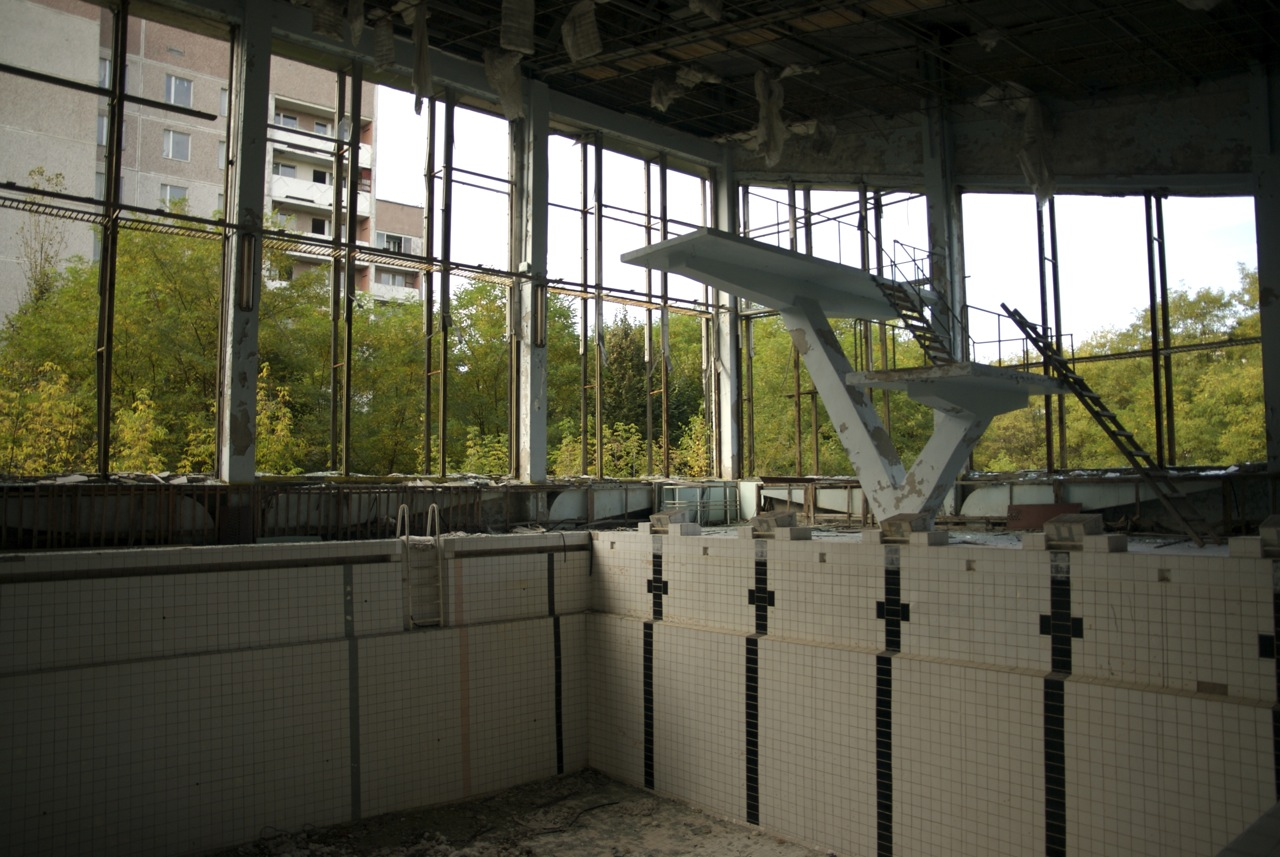
Basen

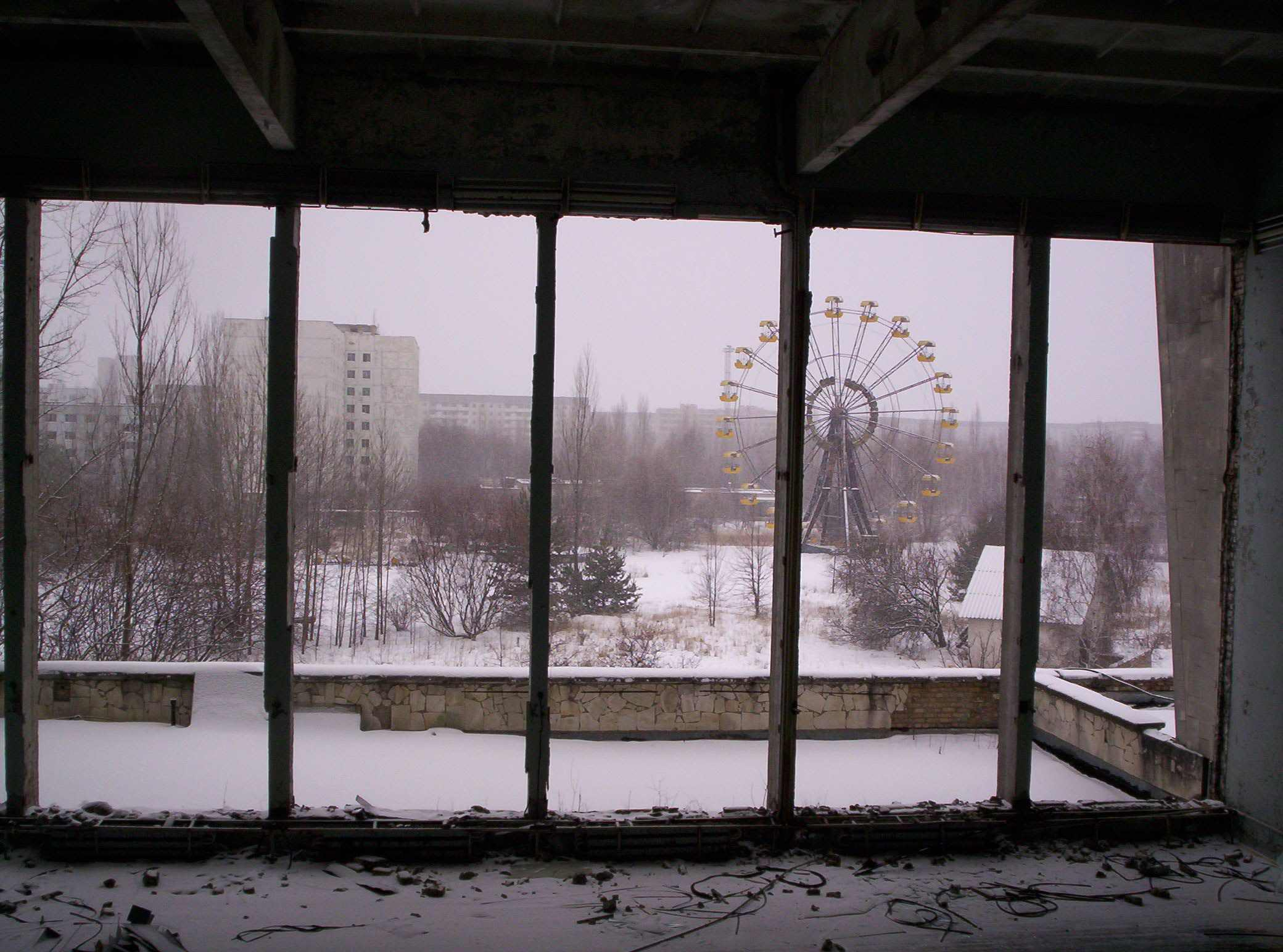
W mieście było wesołe miasteczko (widoczny diabelski młyn)

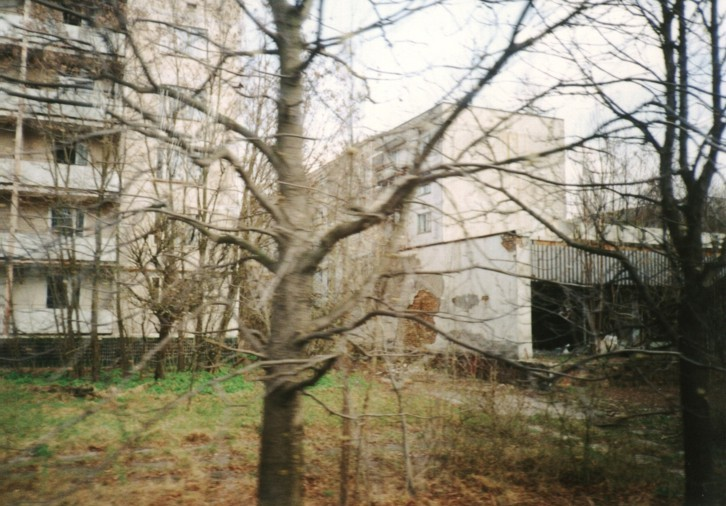
Fragment opuszczonego miasta

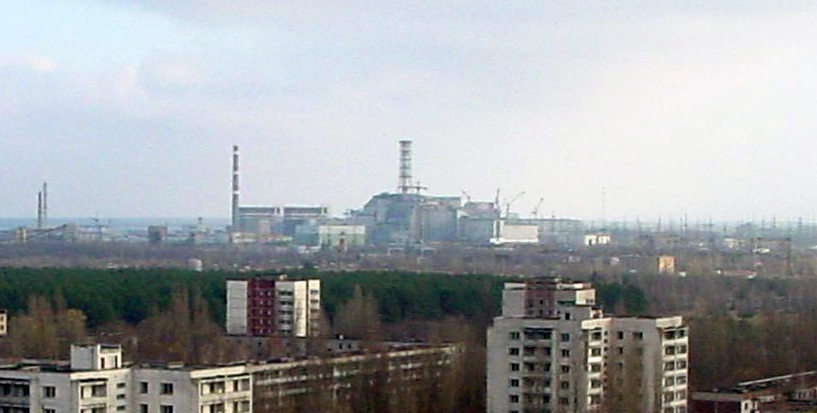
Widok z miasta na czarnobylską elektrownię jądrową

Prypeć (ukr. Прип'ять, trb. Prypjať; ros. Припять, trb. Pripiať) – wyludnione miasto na Ukrainie, w obwodzie kijowskim, w rejonie wyszogrodzkim; leży na prawym brzegu Prypeci, na północny zachód od Czarnobylskiej Elektrowni Jądrowej; miasto zamknięte, założone w 1970, w 1986 ewakuowane po awarii w elektrowni jądrowej.

## Historia
Miasto zostało założone 4 lutego 1970 r. jako osiedle dla pracowników Czarnobylskiej Elektrowni Jądrowej w odległości około czterech kilometrów od samej elektrowni. 27 kwietnia 1986 r., dzień po katastrofie w Czarnobylu, zapadła decyzja o (w pierwotnych zamiarach czasowej) ewakuacji miasta. Około 50 tysięcy mieszkańców do wieczora musiało opuścić swoje domy. Od godziny 14:00 do 16:30 przebiegła właściwa ewakuacja. Dwie godziny później oddziały milicji ponownie przeszukały miasto, odnajdując 20 osób, które miały zamiar uniknąć wyjazdu. Dla pracowników elektrowni i ich rodzin w latach 1986–1988 zbudowano nowe miasto Sławutycz.
Obecnie miasto Prypeć jest niemalże skansenem ostatnich lat epoki radzieckiej. W opuszczonych budynkach znaleźć można rzeczy pozostawione przez jego byłych mieszkańców. W niektórych miejscach zobaczyć można przygotowania do Święta Pracy, które miało być obchodzone 1 maja 1986 roku (cztery dni po ewakuacji miasta).
Od czasu ewakuacji miasto było regularnie plądrowane przez szabrowników. Obecnie stanowi ono atrakcję turystyczną. Prypeć ulega dewastacji zarówno z winy turystów, jak i poszukiwaczy złomu.
W kwietniu 2020 roku w okolicach miasta doszło do pożaru lasu.
Od 24 lutego do 31 marca 2022 roku wojska rosyjskie w trakcie działań wojennych na Ukrainie, zajmowały teren strefy, w tym miasto Prypeć.

### Kontrowersje
Dziś powszechnie uważa się, że niepotrzebnie przesiedlono na stałe ludność miasta i okolicznych wsi. Przeprowadzona w dzień po awarii reaktora pierwsza ewakuacja 49 360 osób z miasta Prypeć oraz 254 osób z pobliskiego Janowa miała uzasadnienie, gdyż w tym dniu istniała możliwość przebicia się stopionego rdzenia do dolnych pomieszczeń, w których mogła znajdować się woda, przez co wybuch pary wodnej mógł skazić miasto. Ówczesne władze nakazały ewakuować ludność z terenów skażonych cezem-137 na poziomie powyżej 37 kBq/m². Zalecenie to było niczym nieuzasadnione, gdyż takie skażenie generuje dawkę promieniowania 0,2 mSv/h, czyli ponad dziesięciokrotnie mniejszą niż średnia dawka pochodząca od naturalnych źródeł promieniowania. Jeszcze do końca lat 90. na skutek decyzji polityczno-administracyjnych ewakuowano i przesiedlano ludność – często wbrew opiniom specjalistów. 20 lat po katastrofie maksymalna moc dawki rejestrowana w Prypeci była mniejsza niż wartość tła naturalnego występującego w wielu miejscach na świecie, np. w wielu rejonach Iranu, Finlandii, Szwecji, Francji czy Hiszpanii.

## Główne budynki miasta
- Hotel Polesie, ul. Kurczatowa 8 (Готель Полісся, ул. Курчатова, д. 8)
- Centrum Kultury „Energetyk”, ul. Kurczatowa 10 (ДК „Энергетик”, ул. Курчатова, д. 10)
- Kawiarnia Prypeć, ul. Nadbrzeżna 7 (Кафе Припять, ул. Набережная, д. 7)
- Kino Prometeusz, ul. Kurczatowa 4 (Кінотеатер „Прометей”, ул. Курчатова, д. 4)
- Siedziba partii, ul. Kurczatowa 6 (ул. Курчатова, д. 6)
- Restauracje i centrum handlowe, ul. Łazariewa 2 (ул. Лазарева, д. 2)
- Basen „Lazurowy”, ul. Sportowa 24 (Бассейн „Лазурный”, ул. Спортивная, д. 24)
- Zakład „Jupiter”, ul. Fabryczna 11 (Завод „Юпитер”, ул. Заводская, д. 11)
- Stadion, ul. Hydroprojektowa 2 (ул. Гидропроектовская, д. 2)
- Szpital, ul. Przyjaźni Narodów 18 (ул. Дружбы Народов, д. 18)

## Infrastruktura i statystyki
- Populacja: ok. 50 tys. mieszkańców przed awarią reaktora.
- Średnia wieku mieszkańców: w 1986 roku wynosiła 26 lat.
- Całkowita przestrzeń mieszkalna: 1 706 025 metrów kwadratowych.
- Edukacja: 15 przedszkoli dla około 5000 dzieci, 5 szkół, 1 szkoła zawodowa
- Opieka zdrowotna: 1 nowoczesny szpital mogący pomieścić do 410 pacjentów, 3 poradnie.
- Handel: 25 sklepów i centrów handlowych, 27 obiektów gastronomicznych mogących obsłużyć 5535 osób.
- Kultura: 3 budynki. Pałac Kultury „Energetyk”, kino „Prometeusz”, szkoła muzyczna.
- Rekreacja: 1 park, 35 placów zabaw.
- Przemysł: 4 fabryki z całkowitym rocznym przychodem 477 000 000 rubli.
- Transport: linia kolejowa – stacja Janów, 167 autobusów miejskich oraz parking Czarnobylskiej Elektrowni na około 400 pojazdów.
- Telekomunikacja: 2926 lokalnych numerów telefonów zarządzanych przez miejscową centralę. Dodatkowo 1950 numerów telefonów obsługiwanych przez Czarnobylską Elektrownię Atomową, Zakłady Jupiter oraz Wydział Architektury i Rozwoju Miasta.
- Zieleń miejska: 18 136 drzew zasadzonych równo w alejkach, 249 247 krzewów, 33 000 krzewów róż.

## Prypeć w kulturze masowej
- Prypeć występuje w grach S.T.A.L.K.E.R.: Cień Czarnobyla, S.T.A.L.K.E.R.: Zew Prypeci, S.T.A.L.K.E.R.: Czyste Niebo, S.T.A.L.K.E.R. 2: Serce Czarnobyla jako jedna z najważniejszych lokacji, oraz w grze Call of Duty 4: Modern Warfare. Jest też miejscem akcji trylogii gier FPS "Czarnobyl": "Czarnobyl: Terrorist Attack"; "Czarnobyl 2: Powrót do Zony"; "Czarnobyl 3: Underground"
- Grupa hip-hopowa Projekt Nasłuch nagrała w Prypeci teledysk do utworu Memento Mori[8]
- W 2014 roku brytyjski rockowy zespół Pink Floyd nakręcił w Prypeci teledysk do instrumentalnego utworu „Marooned” pochodzącego z płyty The Division Bell wydanej w 1994 roku[9].
- W Prypeci nakręcono jeden z odcinków specjalnych motoryzacyjnego show Top Gear.
- Znaczna część akcji serialu Чернобыль. Зона отчуждения z 2014 i 2017 roku toczy się w Prypeci.